# Östliches Wupperengtal
Das Östliche Wupperengtal ist eine naturräumliche Einheit mit der Nummer 338.11 und gehört zu dem übergeordneten Naturraum 338.1 (Bergisch-Märkische Hochflächen).
Das Östliche Wupperengtal umfasst laut dem Handbuch der naturräumlichen Gliederung Deutschlands das Engtal der Wupper zwischen Hückeswagen auf 250 m Höhe und Wuppertal-Oberbarmen auf 170 m Höhe. Der in Süd-Nord-Richtung verlaufende Fluss bewirkt eine Abdachung quer zu dem von West-Süd-West nach Ost-Nord-Ost streichenden Gebirgen des Süderberglands.
Die Hänge zum Fluss sind steilwandig, flachgründig und durchweg bewaldet. Im südlichen Bereich zwischen Hückeswagen und Krebsöge wurde die Wupper zur Wuppertalsperre aufgestaut, dahinter schließen sich die Radevormwalder Wupperortschaften mit ihrer langjährigen Textilindustriegeschichte an.
Ab hier folgen eine durchgehende Talstraße und die stillgelegte Wuppertalbahn dem Flusslauf, der innerhalb des Naturraums mit der Stauanlage Dahlhausen und dem Beyenburger Stausee zwei weitere Aufstauungen besitzt. Zwischen Wuppertal-Beyenburg und Oberbarmen verdichtet sich die Bebauung und große Werksanlagen der Papier-, Textil- und Chemieindustrie (Erfurt und Sohn, Vorwerk, J. P. Bemberg / Enka Glanzstoff AG) dominieren den Talgrund.

## Orte im Naturraum (den Flusslauf folgend)
- Schnabelsmühle
- Kräwinklerbrücke
- Krebsöge
- Wilhelmstal
- Dahlhausen
- Vogelsmühle
- Dahlerau
- Oedeschlenke
- Beyenburg
- Dahlhausen
- Kemna
- Laaken
- Öhde
- Rauental
- Heckinghausen
- Oberbarmen (Rittershausen)